# Acétate de sec-butyle
L'acétate de sec-butyle est l'ester formé par réaction entre l'acide acétique et le sec-butanol qui est chiral. Il est donc aussi chiral et a deux énantiomères :
- (R)-acétate de sec-butyle
- (S)-acétate de sec-butyle

Il est utilisé comme solvant.